# Bernac-Dessus
Bernac-Dessus település Franciaországban, Hautes-Pyrénées megyében. Lakosainak száma 283 fő (2022. január 1.). Bernac-Dessus Bernac-Debat, Arcizac-Adour, Barbazan-Dessus, Hitte és Vielle-Adour községekkel határos.

## Népesség
A település népességének változása:
| Lakosok száma | 292  | 291  | 298  | 294  | 293  | 290  | 286  | 285  | 283  |
|               | 2013 | 2015 | 2016 | 2017 | 2018 | 2019 | 2020 | 2021 | 2022 |